# Christian Cantwell
Christian Cantwell (Jefferson City, Misuri, 30 de septiembre de 1980) es un atleta estadounidense especializado en el lanzamiento de peso, ha conseguido ser campeón mundial en Berlín 2009, subcampeón olímpico en Pekín 2008 y tres veces campeón mundial en pista cubierta en los años 2004, 2008 y 2010.
Su mejor marca personal es de 22,54 m conseguidos en Gresham, Oregón el 5 de junio de 2004. En lanzamientos al aire libre su mejor temporada hasta la fecha fue en el 2008, consiguiendo el título de Campeón del mundo en pista cubierta y posteriormente el subcampeonato olímpico. 

## Biografía
Nació en Jefferson City, Misuri y estudió en la escuela secundaria de Eldon. En 2003, se graduó en la Universidad de Misuri.

## Carrera profesional
En sus primeros años de carrera careció de la consistencia necesaria para destacar en el plano nacional o para clasificarse para competiciones de mayor magnitud.
En invierno de 2004, se convirtió en campeón mundial de pista cubierta con un lanzamiento de 21,67 m. Posteriormente ganó el título nacional pero aun así, no compite en los Juegos Olímpicos de Atenas 2004. En 2005, se convirtió en campeón de los EE. UU. con un lanzamiento de 21,64 m y calificado por primera vez para el Campeonato del mundo de atletismo, ganó el título compitiendo contra su gran rival John Godina, que acusaba una lesión. Una vez en el mundial de 2005, Cantwell no confirmó los resultados de las calificaciones y ocupó el quinto lugar, por detrás de Adam Nelson que se convirtió en campeón del mundo.
Ganó una medalla de plata en los Juegos Olímpicos de Pekín 2008, el 15 de agosto de 2008 con su último lanzamiento de 21,09 metros detrás del ganador de oro, Tomasz Majewski de Polonia.

## Palmarés

### Juegos Olímpicos
- Juegos Olímpicos de Pekín 2008 en Pekín ( China)
  -  Medalla de plata en lanzamiento de peso.

### Campeonato Mundial de Atletismo de 2005
- Campeonato Mundial de Atletismo de 2005 en Helsinki ( Finlandia) 
  - 5º Lugar en lanzamiento de peso

### Campeonato Mundial de Atletismo en Pista Cubierta
- Campeonato Mundial de Atletismo en Pista Cubierta de 2004 en Budapest ( Hungría)
  -  Medalla de oro en lanzamiento de oeso.
- Campeonato Mundial de Atletismo en Pista Cubierta de 2006 en Moscú ( Rusia)
  - Eliminado en la calificación.
- Campeonato Mundial de Atletismo en Pista Cubierta de 2008 en Valencia ( España}
  -  Medalla de oro en lanzamiento de peso.

- Datos: Q258832
- Multimedia: Christian Cantwell / Q258832